# Malá Bystřice
Malá Bystřice – gmina w Czechach, w powiecie Vsetín, w kraju zlińskim. Według danych z dnia 1 stycznia 2012 liczyła 330 mieszkańców.